# Risenga kunstisbane
De Risenga kunstisbane is een ijsbaan in Asker in de provincie Viken in het zuiden van Noorwegen. De openlucht-ijsbaan is geopend in 1992 als natuurijsbaan en is sinds 15 november 2000 een kunstijsbaan. De Risenga kunstisbane ligt op 71 meter boven zeeniveau. De ijsbaan is gelegen op het Risenga idrettspark in de woonwijk Risenga. De ijsbaan heeft verschillende Noorse kampioenschappen mogen organiseren. De ijsbaan wordt ook gebruikt als bandybaan.

## Nationale kampioenschappen
- 1994 - NK afstanden mannen/vrouwen
- 2004 - NK sprint mannen/vrouwen
- 2006 - NK sprint mannen/vrouwen
- 2012 - NK sprint mannen/vrouwen
- 2014 - NK allround mannen/vrouwen

## Asker Skøyteklubb
De gebruiker van de ijsbaan is de Asker Skøyteklubb. Bekende (ex-)schaatsers van deze vereniging zijn:

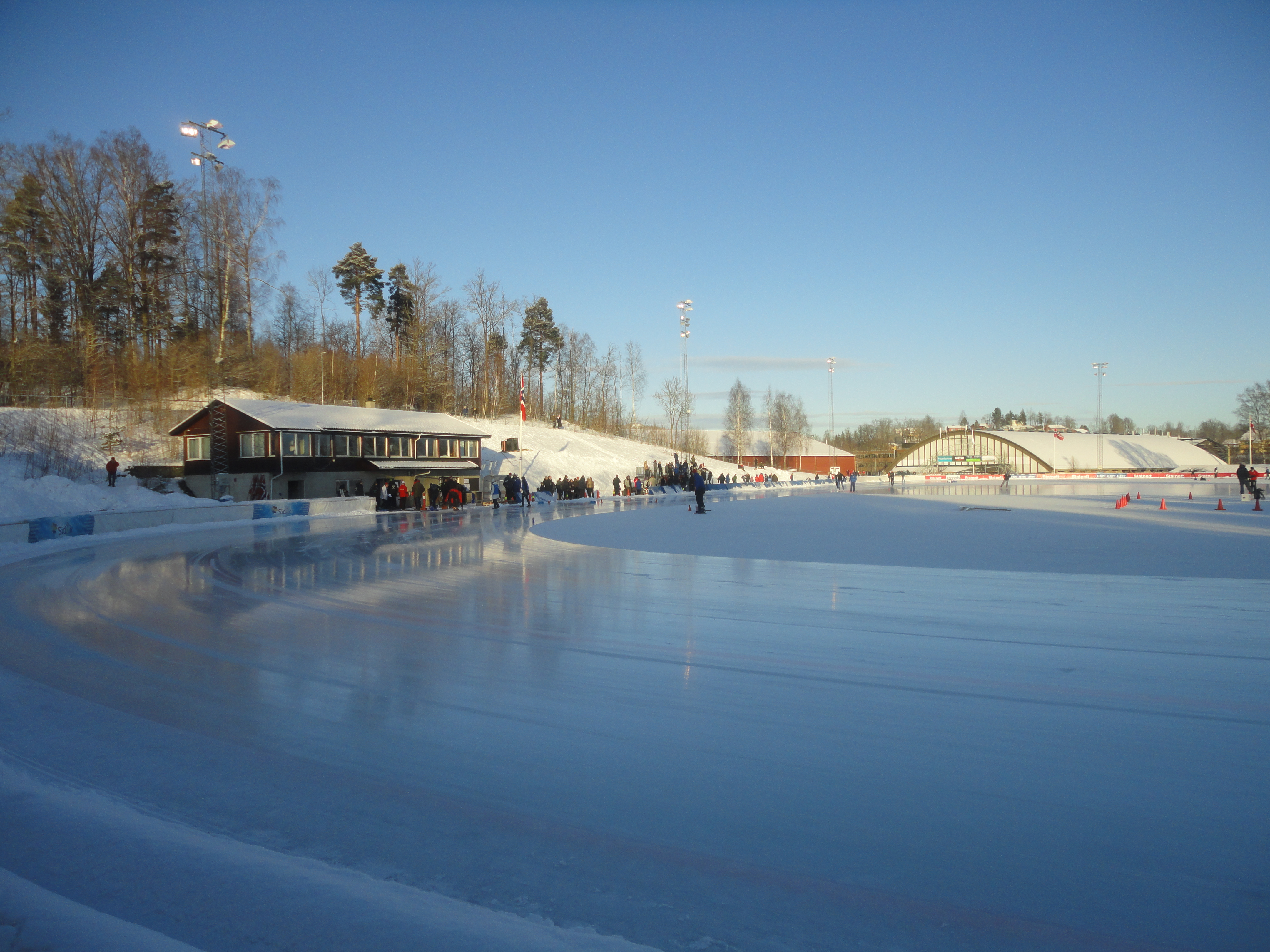
Risenga kunstijsbaan 2012

- Svein-Erik Stiansen
- Alf Rekstad
- Else Ragni Yttredal
- Hege Langli
- Unni Marsteinstredet
- Tine Køpke
- Henrik Christiansen
- Ida Njåtun

## Externe links

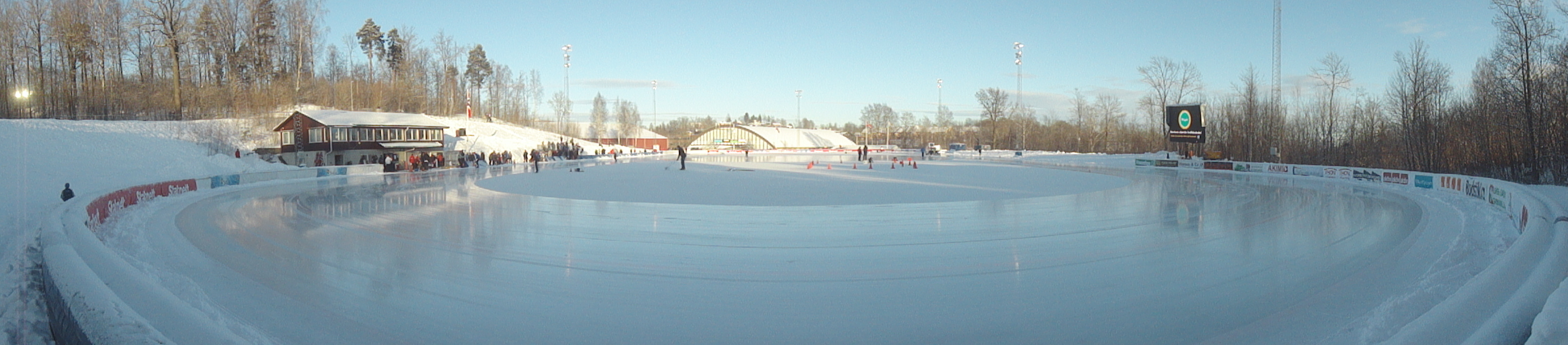
Risenga kunstijsbaan, 8 januari 2012 (Foto: Frank Skillinghaug)